# 산드라 판 니울란트
산드라 판 니울란트(Sandra van Nieuwland, 1977년 2월 16일 ~ )는 네덜란드의 가수이다.